# Tachigali tessmannii
Tachigali tessmannii é uma espécie vegetal da família Fabaceae.
Apenas pode ser encontrada no Peru.